# 藤澤哲也
藤澤 哲也（ふじさわ てつや、1965年11月6日 - ）は、日本のレーシングドライバー、元モーターサイクルレーサー。埼玉県出身。TCpro Racing Teamオーナー。

## 経歴
1984年に2輪ロードレース開始。1985年、ノービス125ccクラスにデビュー。
1986年には全日本ロードレース選手権ジュニア125ccクラスで8戦中4勝を挙げる圧勝でシリーズチャンピオンを獲得した（ホンダ・RS125R）。
1987年から国際A級に昇格し、TT-F1クラスに転向するも、鈴鹿BIG2&4レースでクラッシュに遭い、この時の負傷のため二輪レースから引退。この年、全日本では押しがけスタート方式から、クラッチスタートに変更された年だった。
その後、趣味でレーシングカートを始め、ヒストリックカーレースにも参戦。ネオヒストリックカージネッタG12でマイスターカップシリーズチャンピオン獲得。
1998年、FJ1600に参戦。デビューレース・エビス選手権でいきなり優勝、富士選手権でも勝利を収める。
1999年、もてぎ7時間耐久オートバイレースに参戦前哨戦の3時間耐久で優勝、決勝では僚友によるタイムレースでポールポジションを獲得。翌2000年ももてぎ7時間耐久オートバイレースに参戦。
2000年から2002年には、関東F4選手権に参戦し、2002年にシリーズチャンピオンを獲得。
2003年、スーパー耐久シリーズにフル参戦開始。オガワランサーでシリーズ2クラス6位を獲得。国内最高峰カテゴリーであるフォーミュラ・ニッポンにノバ・エンジニアリングから参戦。その時点での最年長参戦者だった服部尚貴よりも年上での”最高峰デビュー”で話題となった。

## 戦歴

### フォーミュラ・ニッポン
| 年     | チーム                | 1      | 2      | 3       | 4      | 5   | 6   | 7   | 8   | 9   | 10  | 順位 | ポイント |
| ------ | --------------------- | ------ | ------ | ------- | ------ | --- | --- | --- | --- | --- | --- | ---- | -------- |
| 2003年 | カッチャオ TCPRO NOVA | SUZ 11 | FSW 11 | MIN Ret | TRM 12 | SUZ | SUG | FSW | MIN | TRM | SUZ | 21位 | 0        |